# Castel Madruzzo
Castel Madruzzo è un castello medievale che domina la frazione omonima del comune di Madruzzo in provincia di Trento. Diede il nome a due distinte famiglie di nobili: Madruzzo, di cui soprattutto la seconda ebbe un rilievo molto importante per la storia del Trentino.

## Storia

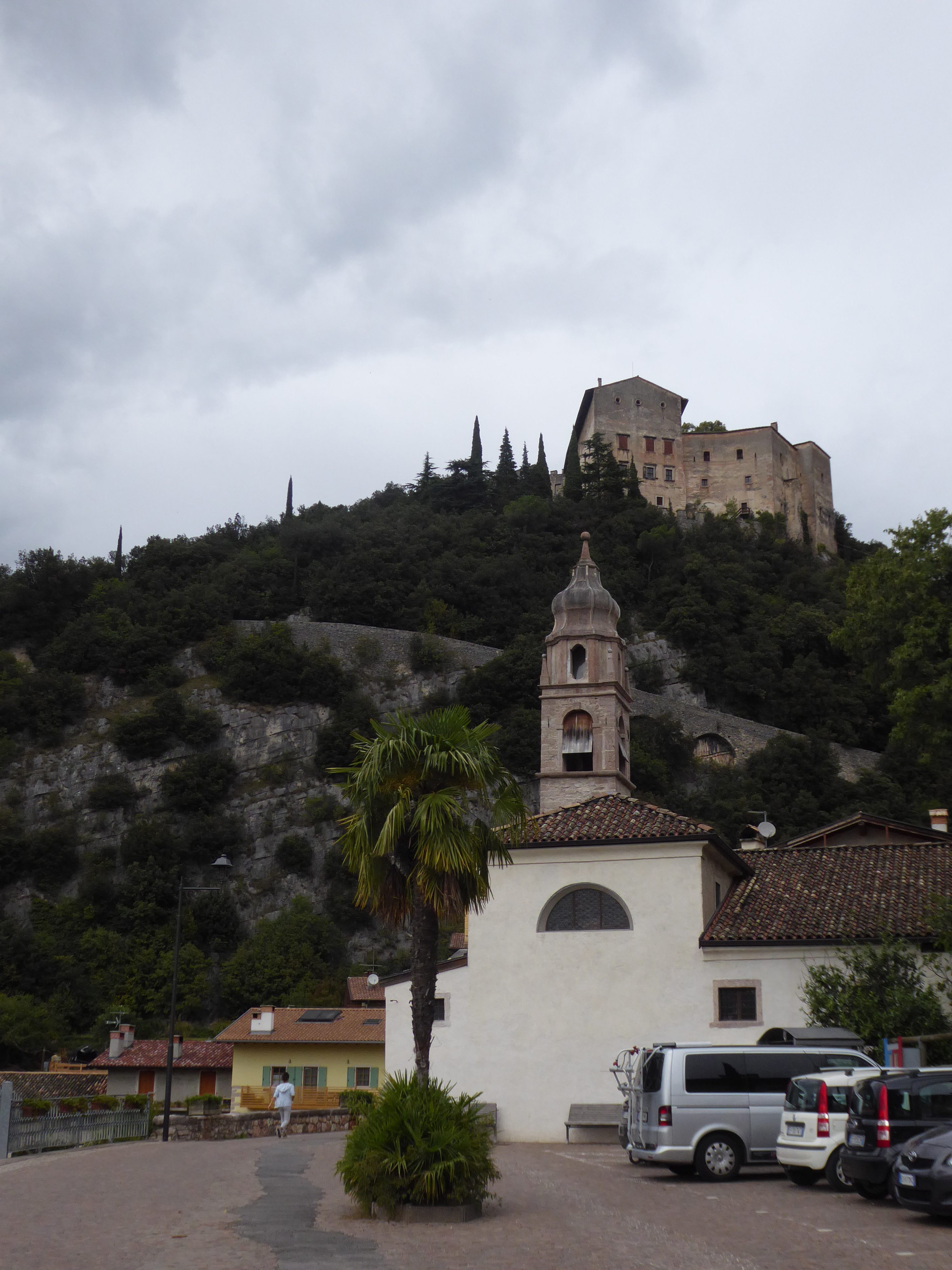
Castel Madruzzo incombente sopra l'omonimo paese; in primo piano la chiesa di Santa Maria Lauretana

I primi documenti riguardanti il castello risalgono al 1161 quando il principe vescovo di Trento Adalpreto II lo concesse in feudo a Gumpone e a suo nipote Boninsegna. Questi ultimi furono i capostipiti della prima famiglia dei Madruzzo. Durante gli scontri tra guelfi e ghibellini, i Madruzzo furono sempre fedeli ai vescovi di Trento e per questo furono attaccati dai Campo e dai Seiano, che arrivarono ad occuparne il castello. Al termine delle lotte il maniero tornò nei possedimenti dei Madruzzo.
Nel 1380 la linea maschile dei Madruzzo si estinse e, dopo alcune lotte per l'eredità, il castello nel 1389 passò ai Roccabruna. Questi ultimi, oberati dai debiti, dopo pochi anni non furono più in grado di far fronte alle spese per l'amministrazione del castello e nel 1441 lo cedettero a Sigismondo Stetten di Carinzia, capitano nel castello di Segonzano. Anch'egli però non fu in grado di sostenere l'impegno economico che il castello richiedeva e nel 1447 lo cedette a Aliprando figlio di Guglielmo di Denno-Nanno. Aliprando morì senza figli, i suoi beni passarono a suo nipote Giangaudenzio, che iniziò a farsi chiamare Madruzzo e assunse uno stemma che si rifaceva a quello della precedente famiglia.
Egli apportò notevoli miglioramenti al castello rendendolo più comodo e adeguando le difese alle nuove armi da fuoco. Uno dei suoi figli fu Cristoforo Madruzzo, che iniziò il Concilio di Trento e che fu il primo dei principi vescovi appartenenti questa famiglia che governarono il Trentino per più di un secolo. Durante questo periodo il castello fu più volte ampliato e abbellito e fu usato come residenza dei principi vescovi e luogo per feste e ospiti importanti.
Nel 1658 con la morte Carlo Emanuele Madruzzo si estinse anche la linea maschile della seconda famiglia dei Madruzzo. Per matrimonio il castello passò quindi nel 1661 ai Lenoncourt, che a loro volta si estinsero lasciando le loro proprietà ai Carretto di Genova nel 1691.
Nel 1703 durante l'invasione del Trentino nell'ambito della guerra di successione spagnola, il castello fu dato alle fiamme dalle truppe del generale Vendôme e quasi completamente distrutto. Ricostruito nel XIX secolo cadde ben presto in rovina, anche a causa del disinteresse della famiglia Carretto che lo vendette nel 1873.
Acquistato dalla famiglia Larcher, fu in parte ristrutturato e ha ospitato anche Oreste Barattieri e Antonio Fogazzaro. Nel 1963 fu venduto ai Montagna di Milano e posto da questi in vendita nel 2024.
Oggi il castello è privato e non è visitabile.

## Struttura
Il castello è composto da una cinta muraria che circonda cortile centrale sul quale si affacciano i vari edifici. È possibile suddividerlo in due parti:
- una parte abitabile a sud con palazzi per lo più di origine cinquecentesca.
- una parte ancora in rovina a nord di cui fa parte anche il mastio.

Intorno al castello si estende un parco di 12 ettari.